# Europacupen i bandy 2008
Europacupen i bandy 2008 började med semifinalspel i samband med World Cup 2008. Turneringen vanns av Dynamo Moskva, som besegrade Edsbyns IF med sammanlagt 9-6 i finalerna.

## Semifinaler
- 24 oktober 2008: Dynamo Moskva,  Ryssland — Stabæk IF,  Norge 6-0 (i Ljusdal)
- 23 oktober 2008: Edsbyns IF,  Sverige — OLS,  Finland 5-1 (i Ljusdal)

## Finaler
- 28 november 2008: Edsbyns IF,  Sverige — Dynamo Moskva,  Ryssland 3-5
- 30 november 2008: Dynamo Moskva,  Ryssland — Edsbyns IF,  Sverige 4-3

- Dynamo Moskva Europamästare med sammanlagt 9-6.